# 早川洋行
早川 洋行（はやかわ ひろゆき、1960年 - ）は、日本の社会学者。博士（社会学）（名古屋大学・論文博士・2001年）（学位論文「ジンメル社会学の研究」）。滋賀大学名誉教授。名古屋学院大学現代社会学部教授。専門社会調査士。

## 略歴
静岡県静岡市生まれ。三重県立伊勢高等学校、横浜市立大学文理学部卒業、中央大学大学院文学研究科博士課程単位取得満期退学。2001年、名古屋大学より博士（社会学）の学位を取得。博士論文の題名は「ジンメル社会学の研究」。

1993年滋賀大学教育学部専任講師、1996年同助教授、2005年同教授、2015年同大学名誉教授、
名古屋学院大学教授。
日本社会学史学会、地域社会学会、日本都市社会学会、日本社会学理論学会、関西社会学会の理事、日本社会学会代議員、『ソシオロジ』編集委員を歴任。2018年より2020年まで日本社会学理論学会会長。2024年より日本社会学史学会会長。

## 著書

### 単著
- 『流言の社会学――形式社会学からの接近』（青弓社, 2002年）
- 『ジンメルの社会学理論――現代的解読の試み』（世界思想社, 2003年）
- 『ドラマとしての住民運動――社会学者がみた栗東産廃処分場問題』（社会評論社, 2007年）
- 『虚飾の行政――生活環境主義批判』（学文社, 2012年）
- 『われわれの社会を社会学的に分析する』(ミネルヴァ書房、2020年)
- 『サウナ室のマダムとオヤジたち――新型コロナ禍における地方都市のソシアビリテ』(風媒社,2023年)

### 共著
- （守弘仁志・岩佐淳一・大野哲夫・小谷敏・城戸秀之・新井克也）『情報化の中の<私>』（福村出版, 1996年）
- 『２１世紀社会とは何か』(恒星社厚生閣、2014年)
- (徳田剛・杉本学・川本格子・浜日出夫)『ジンメルの論点』(ハーベスト社、2018年)
- 『社会学史入門』(ミネルヴァ書房、2020年)
- 『よくわかる社会学　第2版』(ミネルヴァ書房、2020年)

### 編著
- 『よくわかる社会学史』（ミネルヴァ書房, 2011年）

### 共編著
- （飯田哲也・浜岡政好・林彌富）『応用社会学のすすめ』（学文社, 2000年／第3版, 2003年）
- （飯田哲也）『現代社会学のすすめ』（学文社, 2006年）
- （菅野仁）『ジンメル社会学を学ぶ人のために』（世界思想社, 2008年）

## 論文

### 単行本所収論文
- 「政治と自治-政治的楽しみの奪われ方」藤田弘夫・西原和久編『権力から読みとく現代人の社会学・入門』（有斐閣, 1996年）
- 「政治社会の今を問う」西原和久・宇都宮京子編『クリティークとしての社会学――現代を批判的に見る眼』（東信堂, 2004年）
- 「ジェンダーと現代」・「情報とコミュニケーション」船津衛・山田真茂留・浅川達人編『21世紀の社会学』（放送大学教育振興会, 2005年）
- 「流行の社会学」井上俊・伊藤公雄編『ポピュラー文化』（世界思想社, 2009年）
- 「名著に学ぶ質的社会調査」谷富夫・山本努編『よくわかる質的社会調査プロセス編』（ミネルヴァ書房, 2010年）
- 「情報空間の意味と変容」前納弘武・岩佐淳一・内田康人編『変わりゆくコミュニケイション　薄れゆくコミュニティ』（ミネルヴァ書房, 2012年）